# Alvadia
Alvadia é uma povoação portuguesa sede da Freguesia de Alvadia do Município de Ribeira de Pena, freguesia com 33,79 km2 de área e 165 habitantes (censo de 2021), tendo, por isso, uma densidade populacional de 4,9 hab./km².

## Toponomia
Fazem parte da freguesia três aldeias: Alvadia, Lamas e Favais. Neste grupo de aldeias predomina a população idosa. Existem poucas crianças, o que conduziu ao encerramento das escolas.
A zona da freguesia de Alvadia possui uma paisagem maravilhosa, onde se destaca a serra do Alvão, que vale a pena ser vista. 

## Demografia
A população registada nos censos foi:
| Ano  | 0-14 Anos | 15-24 Anos | 25-64 Anos | > 65 Anos |
| 2001 | 30        | 24         | 102        | 64        |
| 2011 | 17        | 11         | 92         | 76        |
| 2021 | 10        | 12         | 73         | 70        |

## Património
- Igreja Paroquial de Alvadia;
- Capela de Santa Bárbara, em Favais;
- Capela da Senhora do Rosário, em Lamas.